# سیارک ۳۱۵۳۱
سیارک ۳۱۵۳۱ (به انگلیسی: 31531 ARRL، نامگذاری:1999CQ137)۳۱۵۳۱مین سیارک کشف شده‌است که در ۰۹ فوریه ۱۹۹۹ کشف شد.